# Alcalá de Gurrea
Alcalá de Gurrea és un municipi aragonès situat a la província d'Osca i enquadrat a la comarca de la Foia d'Osca que inclou l'embassament de la Sotonera al seu terme municipal.
També pertany a aquest terme la torre i les terres de l'antic castell de Tormos, del temps de Sancho Ramírez, considerat Bé d'Interès Cultural, (disposició addicional segona de la Llei 3/1999, de 10 de març, del Patrimoni Cultural Aragonès) i desaparegut igual que la població del llogaret que du el mateix nom.

## Nacuts a Alcalá de Gurrea
- Carme Casas Godessart (1921-2013), infermera, sindicalista, resistent contra el nazisme i el franquisme, ecosocialista.
- Máximo Franco Cavero (1913-1939) comandant de milícies durant la guerra civil espanyola.